# Rue du Perche
La rue du Perche est une voie du 3e arrondissement de Paris, et appartient au quartier du Marais. 

## Situation et accès
Ce site est desservi par les stations de métro Filles du Calvaire,  Arts et Métiers et Temple.

## Origine du nom
Henri IV avait formé le projet de faire bâtir dans le quartier du Marais une grande place qui serait nommée « place de France », sur laquelle devaient aboutir plusieurs rues portant chacune le nom d'une province. C'est ainsi que cette rue porte le nom de la province du Perche.

## Historique

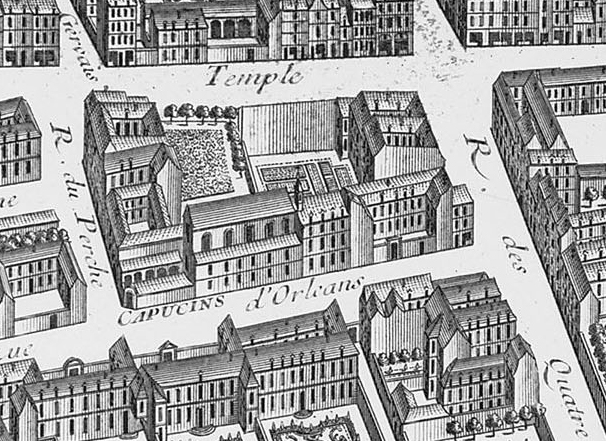
La rue du Perche en 1739 (plan de Turgot) ; elle longeait alors le couvent des Capucins (rue sur la partie gauche du plan).

Cette rue fait partie des voies ouvertes par le lotisseur Charlot, en 1626.
Elle est citée sous le nom de « rue du Perche » dans un manuscrit de 1636.

## Bâtiments remarquables et lieux de mémoire
- Au no 7 bis : hôtel Brûlart, dit aussi hôtel de Margonne. Improprement nommé hôtel Scarron (contrairement à une légende tenace, Madame de Maintenon n'y a jamais habité).
- Au no 8, hôtel de Pomponne de Refuge, datant du XVIIe siècle.

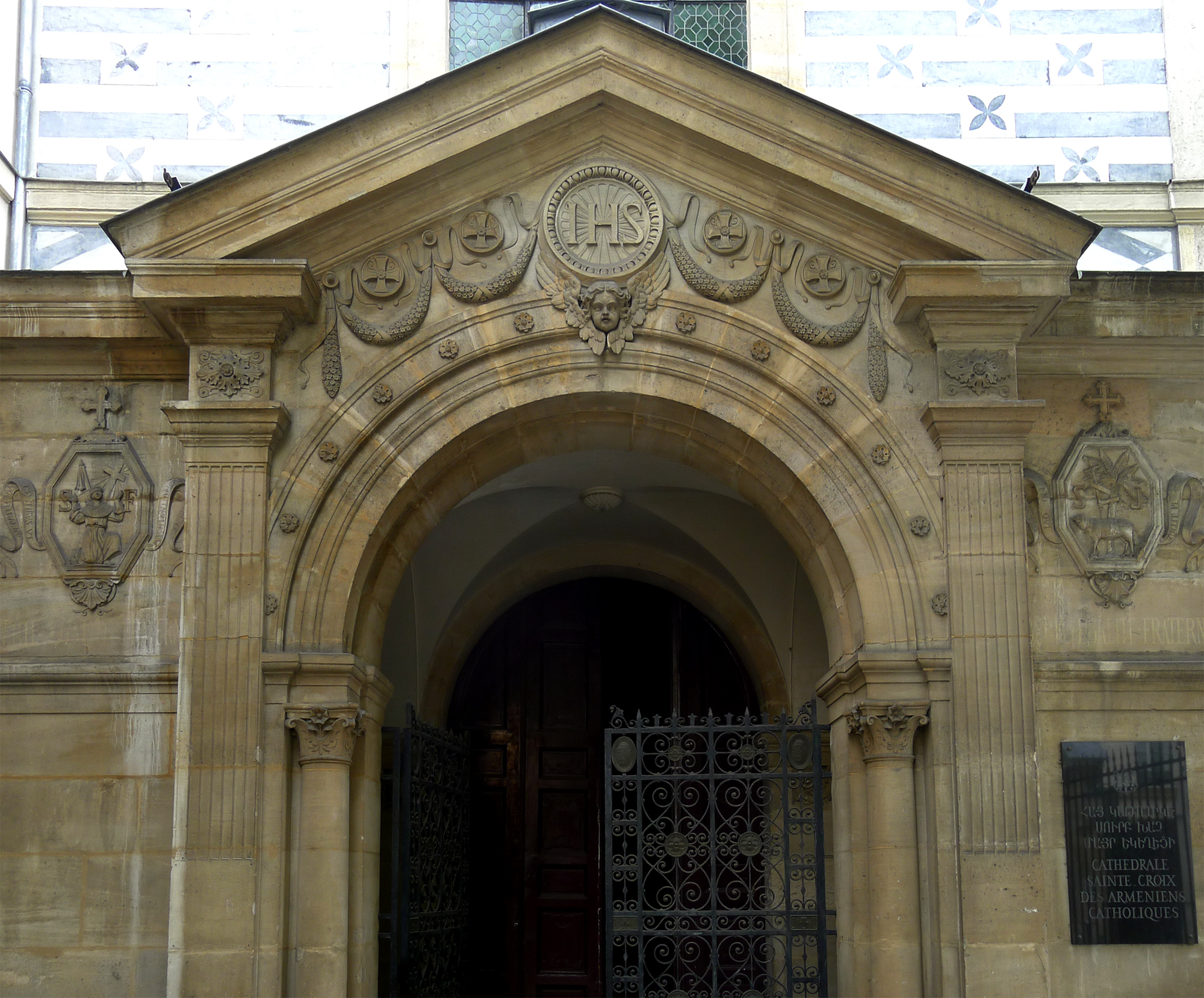
Le porche de 1855 de la cathédrale Sainte-Croix de Paris des Arméniens.

- Au no 13, cathédrale arménienne catholique. Il s'agit de l'église Saint-Jean-François, qui est l'ancienne chapelle du couvent de Saint-Jean-François-des-Capucins-du-Marais, établi là en 1623 et qui a disparu à la Révolution. Le chœur de l'église actuelle a été reconstruit en 1828. Le porche, quant à lui, date de 1855 et est l'œuvre de Victor Baltard. Deux statues y sont remarquables : un Saint François d'Assise par Germain Pilon (fin XVIe siècle) et un Saint Denis par Jacques Sarrazin (début XVIIe siècle).

## Sources et références
- Napoléon Chaix, Paris guide, 1807, Librairie internationale.
- Jacques Hillairet, Dictionnaire historique des rues de Paris, Paris, Les Éditions de minuit, 1972, 1985, 1991, 1997, etc. (1re éd. 1960), 1 476 p., 2 vol.  [détail des éditions] (ISBN 2-7073-1054-9, OCLC 466966117).